# Alamis umbrinoides
Alamis umbrinoides är en fjärilsart som beskrevs av Embrik Strand 1917. Alamis umbrinoides ingår i släktet Alamis och familjen nattflyn. Inga underarter finns listade i Catalogue of Life.